# غلين تولى
غلين تولى (بالإنجليزية: Glenn Tolley)‏ هو لاعب كرة قدم ومدرب كرة قدم بريطاني في مركز الوسط، ولد في 24 سبتمبر 1983 في Knighton, Powys ‏ في المملكة المتحدة. شارك مع منتخب ويلز لكرة القدم. أما مع النوادي، فقد لعب مع تيلفورد يونايتد وشروزبري تاون ونادي نيوتاون ونورثويتش فيكتوريا.

## وصلات خارجية
- غلين تولى على موقع Soccerbase.com (لاعب) (الإنجليزية)